# 野本宪一
野本宪一（日语：／ Nomoto Kenichi，1946年12月1日—），日本天体物理学家，科维理宇宙物理学与数学研究所教授，东京大学特聘教授。研究领域为恒星演化，特别是超新星理论。 

## 生平
1974年毕业于东京大学，获天文学博士学位。
1989年获仁科纪念奖。1995年获日本学士院奖。2018年10月获美国物理学会2019年汉斯·A·贝特奖。